# SN 1997er
SN 1997er – supernowa typu Ia odkryta 28 grudnia 1997 roku w galaktyce A050038-0359. W momencie odkrycia miała maksymalną jasność 22,30m.